# Sue Falsone
Sue Falsone est une entraîneuse sportive et médecin du sport américaine.
Quand elle a été embauchée à la saison 2012 comme entraîneuse sportive en chef pour la franchise des Dodgers de Los Angeles en Ligue majeure de baseball, elle est devenue la première femme a occuper un tel poste dans l'une des ligues sportives professionnelles américaines,. Aurparavant, depuis 2007, elle occupait un rôle de préparatrice physique dans l'équipe.